# Une place parmi les vivants
Pour plus de détails, voir Fiche technique et Distribution.
Une place parmi les vivants est un téléfilm fantastico-policier français signé Raul Ruiz réalisé en 2003.

## Synopsis
Dans un Paris enneigé, des femmes blondes sont assassinées, l'une après l'autre. Elles figurent toutes,  apparemment, dans le même magazine de charme féminin, un numéro introuvable. Un inspecteur de police croise les protagonistes de cette histoire. Mais ce qui le magnétise le plus, c'est de promouvoir son roman auprès d'éditeurs parmi lesquels certains sont intéressés à le publier. La dimension "vérité" de l'ouvrage plaît à l'un, là où son aspect fictionnel plaît à l'autre, ce qui pousse l'auteur à en faire quelques réécritures. Relevées par un suspense formel, les rencontres et discussions occasionnées par le policier  vont le laisser toujours au carrefour de l'action, exposé comme jamais.

## Fiche technique
Source : IMDb, sauf mention contraire
- Réalisateur : Raoul Ruiz
- Scénaristes : Jean-Pierre Gattegno, Gilles Morris-Dumoulin et Raoul Ruiz
- Musique du film : Jorge Arriagada
- Directeur de la photographie : Ion Marinescu
- Montage : Valeria Sarmiento
- Distribution des rôles : Medeea Marinescu
- Direction artistique : Florin Gabrea
- Création des costumes : Andreea Hasnas et Teddy
- Coordinateur des cascades : Nelu Caragea
- Pays d'origine : France
- Genre : Film dramatique
- Durée : 103 minutes
- Date de diffusion : 16 septembre 2004 sur Arte

## Distribution
- Christian Vadim : Ernest Ripert, avocat et traducteur à de romans sentimentaux, l'amant de Sabine
- Thierry Gibault : Joseph Arcimboldo, dit Loulou, un homme qui se prétend le tueur existentialiste et poète qui sème le terreur dans le XVIIIe arrondissement de Paris
- Valérie Kaprisky : Maryse, l'ancienne maîtresse d'Ernest, directrice des Editions Condorcet
- Cécile Bois : Sabine, la maîtresse d'Ernest, qui mène une double vie
- Julie Judd : Sandrine
- Jacques Pieiller : le libraire inquiétant
- Monalisa Basarab : la femme blonde
- Andrei Araditz : Marc, un peintre qui se défenestre
- Samuel Tastet : Un critique d'art